# Баня-Лука (аэропорт)
Баня-Лука (ИАТА: BNX, ИКАО: LQBK) (серб. Међународни аеродром Бања Лука, босн. Međunarodni aerodrom Banja Luka) — международный аэропорт, также известный как Аэропорт Маховляни по названию близлежащей деревни, расположен в 18 км к северо-северо-востоку от железнодорожной станции города Баня-Лука, второго по размеру города Боснии и Герцеговины и административного центра Республики Сербской.

## История
Строительство Международного аэропорта Баня-Лука началось в 1976 году. В соответствии с планом развития тогда это был аэропорт местной значимости, рассчитанный на обслуживание внутренних рейсов на территории СФРЮ.

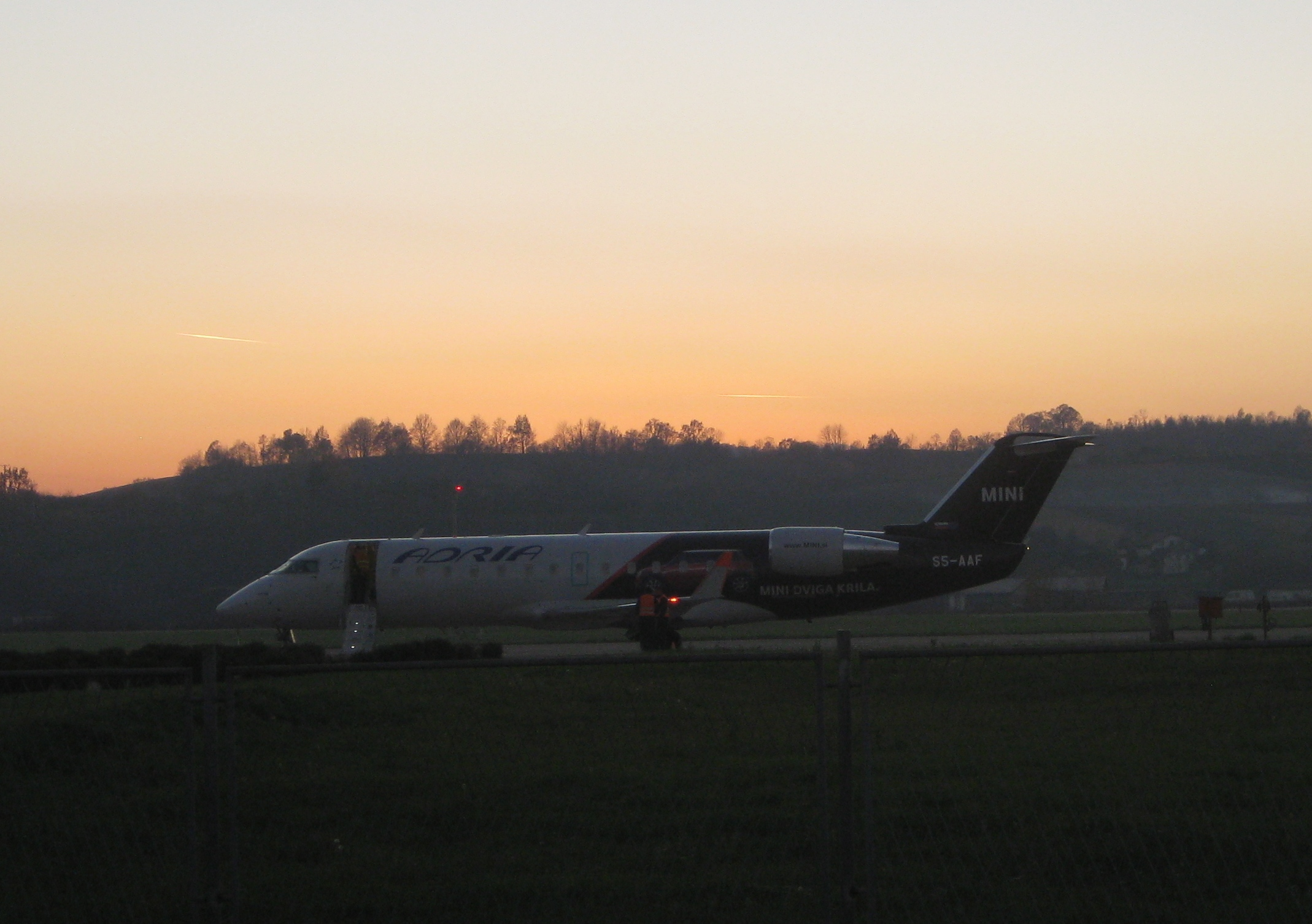
CRJ200 авиакомпании Adria Airways в аэропорту Баня-Лука, ноябрь 2010 года

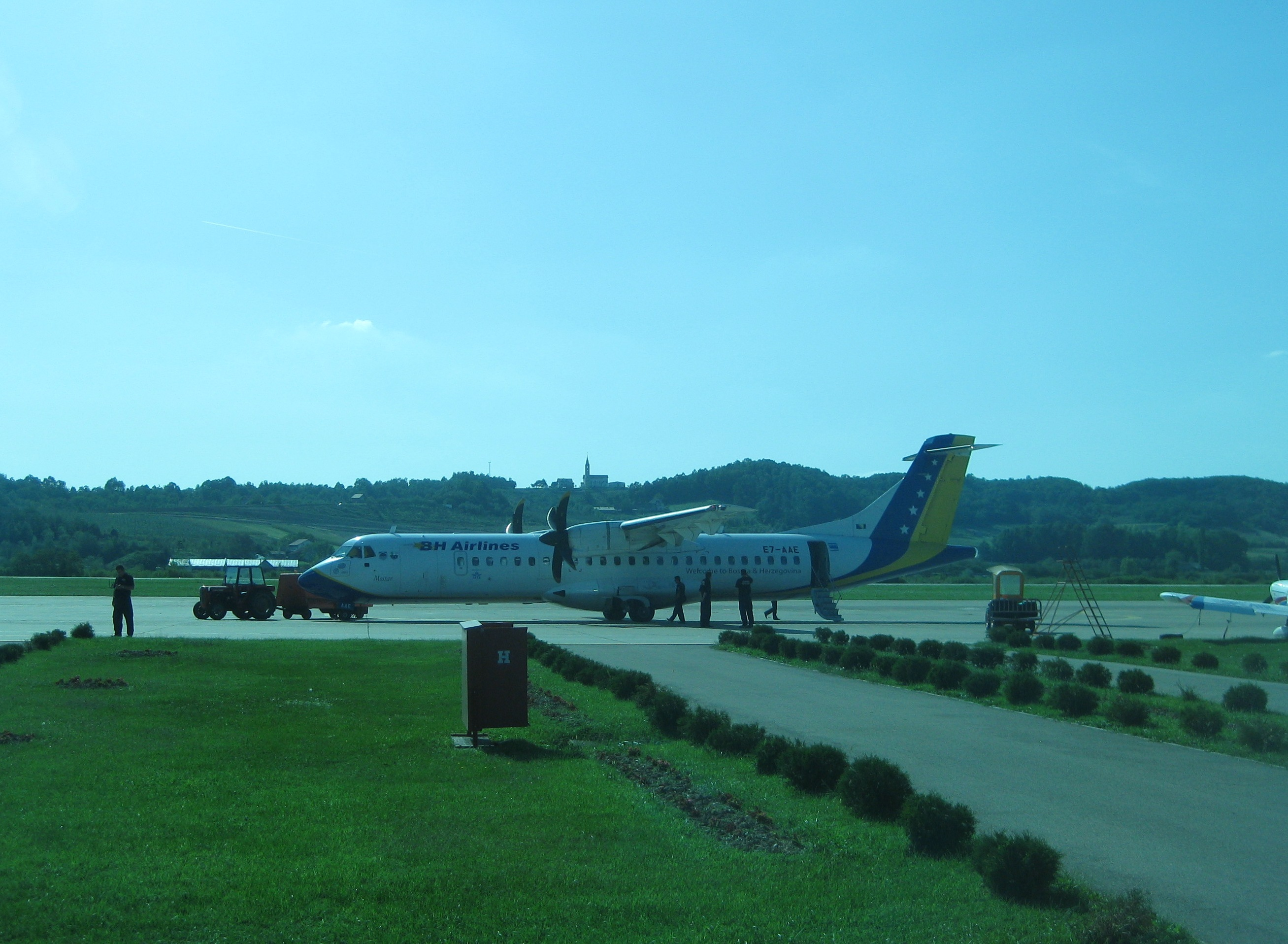
ATR 72 авиакомпании B&H Airlines в аэропорту Баня-Лука готовится к рейсу в Цюрих, август 2010 года

После политического и территориального разделения бывшей Югославии Баня-Лука в результате Дейтонского соглашения фактически стала столицей Республики Сербской. Это придало аэропорту Бани-Луки большую значимость и новую роль. Международный аэропорт Баня-Лука был открыт для гражданских рейсов 18 ноября 1997 года.
С 1999 по 2003 годы аэропорт был главным хабом Air Srpska, которая была флагманским перевозчиком Республики Сербской. Эта авиакомпания была создана Jat Airways и правительством Республики Сербской. В 2003 году Air Srpska прекратила деятельность вследствие возрастающей задолженности, а Jat Airways вышла из предприятия. Существует план создания новой авиакомпании Sky Srpska, которая будет базироваться в аэропорту Баня-Лука.
Инфраструктура аэропорта модернизировалась в 2002 и 2003 годах в связи с визитом папы Иоанна Павла II в Баня-Луку в июне 2003 года.
Оператором Международного аэропорта Баня-Лука является государственное предприятие «Aerodromi Republike Srpske».

## Авиасообщение
В разное время из аэропорта Баня-Лука вылетали рейсы в Афины (Греция), Белград (Сербия), Франкфурт (Германия), Зальцбург (Австрия), Тиват (Черногория) и Вену (Австрия), отчасти благодаря тому, что аэропорт был главной базой Air Srpska.
Аэропорт является фокусным для B&H Airlines, которая осуществляет прямые рейсы три раза в неделю в Цюрих с октября 2010 года.
Словенская Adria Airways — вторая авиакомпания, осуществляющая прямые рейсы в Баня-Луку. С июля 2010 года она осуществляет четыре рейса в неделю между Баня-Лукой и Любляной.
С ноября 2007 по декабрь 2009 года сербская авиакомпания Jat Airways выполняла рейсы между Белградом и Баня-Лукой после двухлетнего перерыва. Тем не менее, этот рейс был закрыт из-за низкой загрузки и несоответствующей ему техники (Jat использовала ATR 72). Эти рейсы субсидировались правительством Республики Сербской. В 2008 году Austrojet трижды в неделю выполняла рейсы в Зальцбург и Тиват.